# Buena Park
Buena Park je město ve Spojených státech amerických. Nachází se v okrese Orange County ve státě Kalifornie. Ve městě žije přibližně 84 tisíc obyvatel a jeho rozloha činí 27,3 km². Leží 19 kilometrů severozápadně od centra města Santa Ana a je proslulé jako centrum turismu, nachází se zde řada turistických atrakcí (například Knott's Berry Farm)
Město bylo založeno roku 1887.Sousedními obcemi sídla jsou La Mirada, Cerritos, La Palma, Cypress, Anaheim a Fullerton.

## Rodáci
- Fili Moala (* 1985)